# Metachrostis
Metachrostis is een geslacht van vlinders van de familie van de spinneruilen (Erebidae).

## Soorten
- Metachrostis anticalis (Walker, 1866)
- Metachrostis batanga (Draudt, 1950)
- Metachrostis brunea (Hampson, 1891)
- Metachrostis chalcoscripta Hacker, 2011
- Metachrostis comvelox Hacker, 2011
- Metachrostis contingens Moore, 1888
- Metachrostis dardouini (Boisduval, 1840)
- Metachrostis decora (Walker, 1869)
- Metachrostis djakonovi Kononenko & Matov, 2009
- Metachrostis egens (Moore, [1884])
- Metachrostis eupethecica (Hampson, 1910)
- Metachrostis fasciata (Hampson, 1891)
- Metachrostis flavinia Hampson, 1902
- Metachrostis forsteri Hacker, 2011
- Metachrostis giganteana Hacker, 2019
- Metachrostis glaucopuncta Hacker, 2011
- Metachrostis grandivelox Hacker, 2011
- Metachrostis griseimargo (Warren, 1912)
- Metachrostis hoenei Kononenko & Matov, 2009
- Metachrostis marmoreata Hacker, Fiebig & Stadie, 2019
- Metachrostis melanoleuca Hacker, 2016
- Metachrostis melasema (Hampson, 1918)
- Metachrostis miasma (Hampson, 1891)
- Metachrostis misturata (Hampson, 1910)
- Metachrostis nannata (Hampson, 1910)
- Metachrostis ochrographa Hacker, 2011
- Metachrostis olmii (Berio, 1937)
- Metachrostis pallidiscripta Hacker, 2011
- Metachrostis parvioris Hacker, 2019
- Metachrostis paurograpta Butler, 1886
- Metachrostis pectinata Hampson, 1907
- Metachrostis perplexa (Saalmüller, 1891)
- Metachrostis phaeapera (Hampson, 1910)
- Metachrostis phaeographa Hacker, 2011
- Metachrostis politzari Hacker, 2011
- Metachrostis porphyrescens (Hampson, 1914)
- Metachrostis postrufa (Hampson, 1914)
- Metachrostis procera Hacker, 2019
- Metachrostis pumilio Hacker, 2019
- Metachrostis pyrosticta (Joannis, 1910)
- Metachrostis quinaria (Moore, 1881)
- Metachrostis remanei Hacker, 2011
- Metachrostis rubripuncta Hampson, 1902
- Metachrostis sciaphora (Hampson, 1910)
- Metachrostis scitulana Hacker, 2019
- Metachrostis sefidi (Brandt, 1938)
- Metachrostis seydeli Hacker, 2019
- Metachrostis sinevi Kononenko & Matov, 2009
- Metachrostis snelleni (Wallengren, 1875)
- Metachrostis stygiodonta (Hampson, 1910)
- Metachrostis subdardouini Hacker, 2011
- Metachrostis subvelox Hacker & Saldaitis, 2010
- Metachrostis thermosticta (Hampson, 1910)
- Metachrostis velocior (Staudinger, 1892)
- Metachrostis velox (Hübner, 1813)